# Hermann Finck
Hermann Finck, latinisiert Hermannus Finckius, (* 21. März 1527 in Pirna; † 28. Dezember 1558 in Wittenberg) war ein deutscher Musiktheoretiker, Komponist und Organist.

## Leben

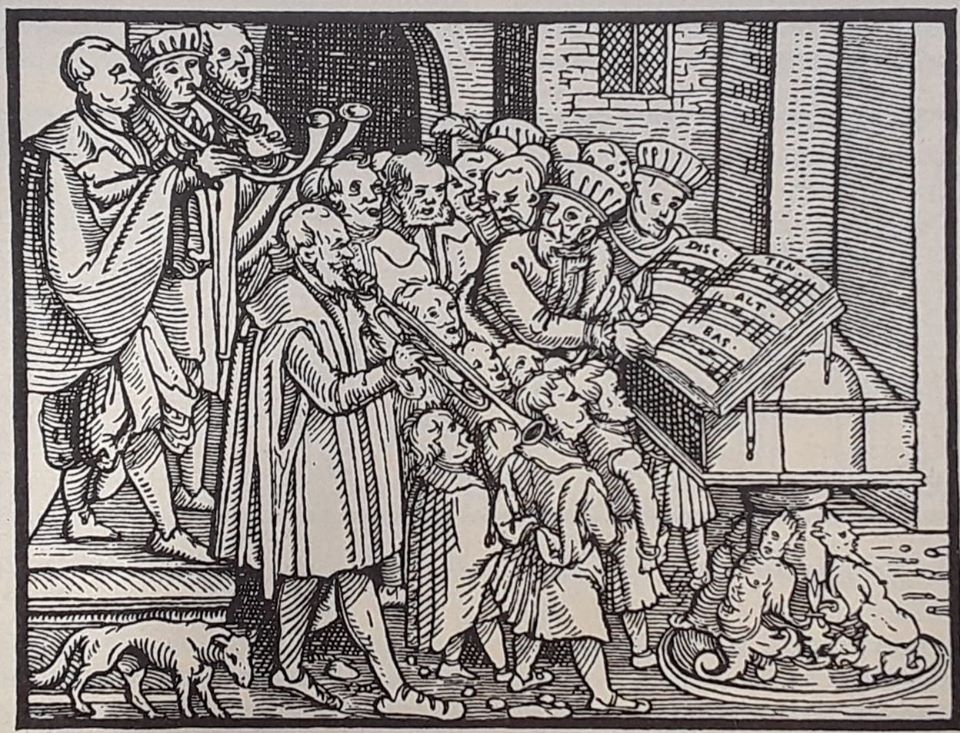
Titelvignette der Practica Musica

Hermann Finck war der Großneffe von Heinrich Finck. Nach einer ersten musikalischen Ausbildung war Hermann Finck Mitglied der Hofkapelle des Königs von Ungarn und Böhmen Ferdinand I. 1545 immatrikulierte er sich als Student an der Universität Wittenberg, wo er ab 1554 Gesang und Instrumentalmusik lehrte. 1557 wurde er Universitätsorganist. Im Kreis der Bildungsträger der Universität hielt er Vorlesungen über die Ars musica, veröffentlichte 1555 im Verlag der Erben von Georg Rhau einen Hochzeitsgesang mit 5 Stimmen und einen Grabgesang mit 4 Stimmen. Maßgeblich hatte er damit Melanchthons Musiktheorie beeinflusst. 
Im Jahre 1556 erschien sein Hauptwerk Practica Musica Hermann Finckii, Exempla variorum signorum proportionum et canonum, Judicium de tonis, ac quaedam de Arte suaviter et et artificiose cantandi continens, das bemerkenswerte Informationen zu den damaligen Musikzuständen enthält. Nachdem Finck 1558 ein Lied auf Sigismund von Brandenburg verfasst hatte, starb er im Alter von 31 Jahren als geachtete Persönlichkeit in Wittenberg, wo er eine Organistenstelle an der Wittenberger Schlosskirche bekleidet hatte.